# 2014年10月23日日食
2014年10月23日日食是一次日偏食，發生於2014年10月23日（東半球為10月24日）。新月當天（即朔日），地球上觀測到月球和太阳的角距離極小，此時月球如果恰好在月球交點附近，穿過太阳和地球之間，與地球、太阳接近一直線，則會出現日食。由於月球偏北或偏南，本影及偽本影從地球以北或以南經過而未接觸地表，只有半影覆蓋了地球北端或南端部分區域，形成日偏食。此次日偏食月球偏北，出現在北美洲大部和俄罗斯東端。

此次日偏食過程中月影在地表移動的動畫

## 日食概況

### 出現區域
本次日偏食可在除東北沿海和部分島嶼外的加拿大大部、除最東北端外的美国絕大部分（不含夏威夷州）、除最南端外的墨西哥絕大部分、危地马拉北部、伯利兹北部、巴哈马西北半部、古巴西半部及俄罗斯東端看到。其中大部分位於國際日期變更線以東，在10月23日看到日食，僅俄罗斯的一部分在10月24日看到日食。

### 基本參數
- 類型：日偏食
- 食分最大處（位於加拿大努納武特地區布西亞半島以西的富蘭克林海峽）資料：
  - 時間：2014年10月23日21:44:31.7
  - 地點：71°12′N 97°12′W / 71.2°N 97.2°W[3]
  - 食分：0.8114（日食帶內最大）[4]

## 相片集

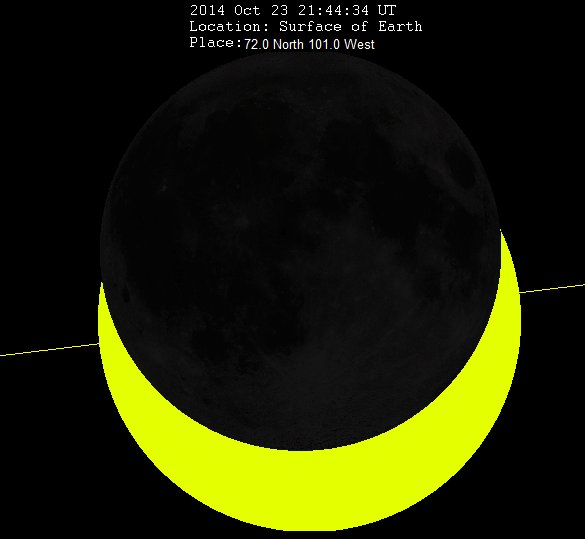
加拿大努納武特地區的日偏食模擬圖，時間為21:44:34 UTC。
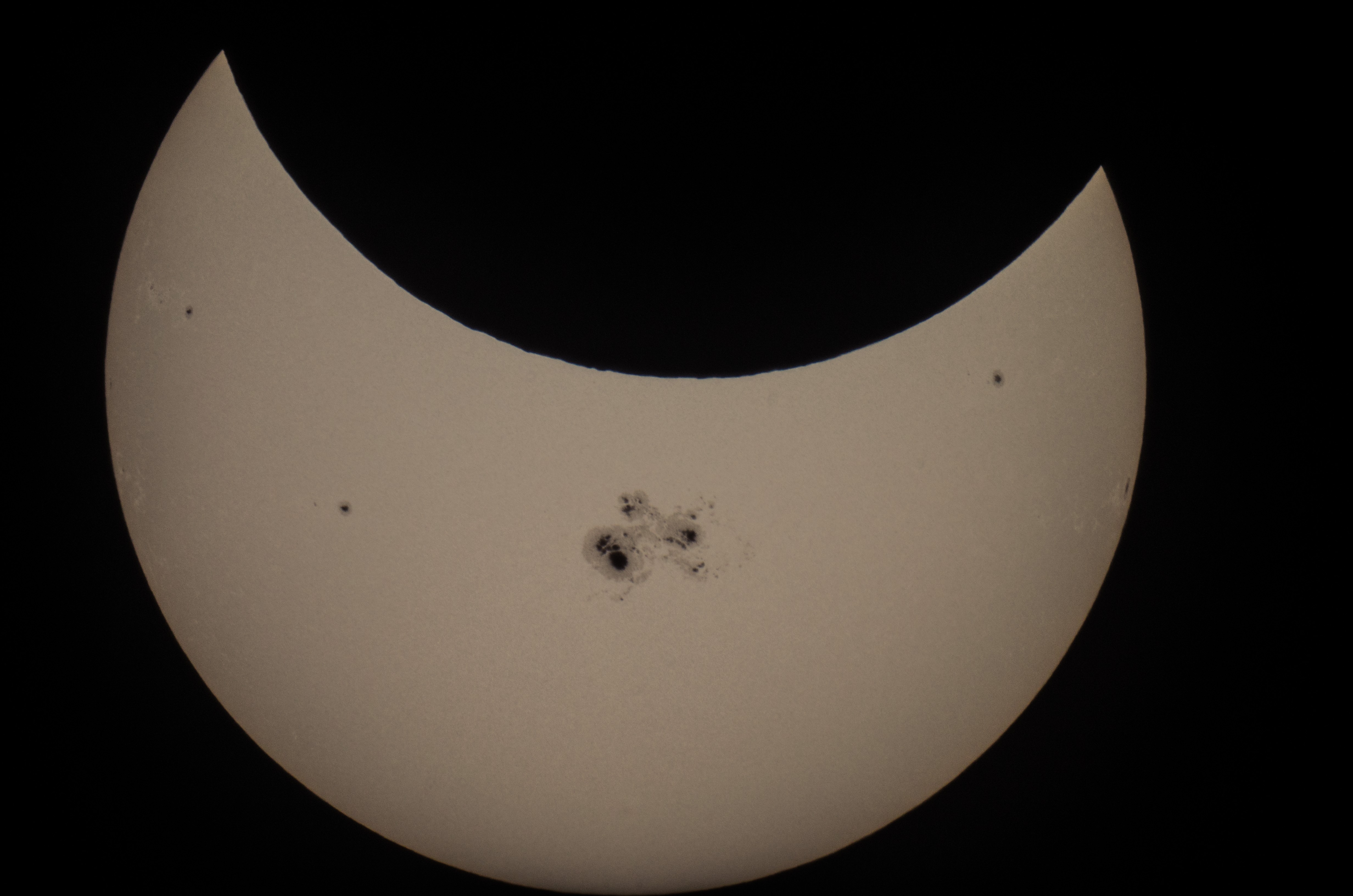
美国聖荷西，時間為21:25:57 UTC
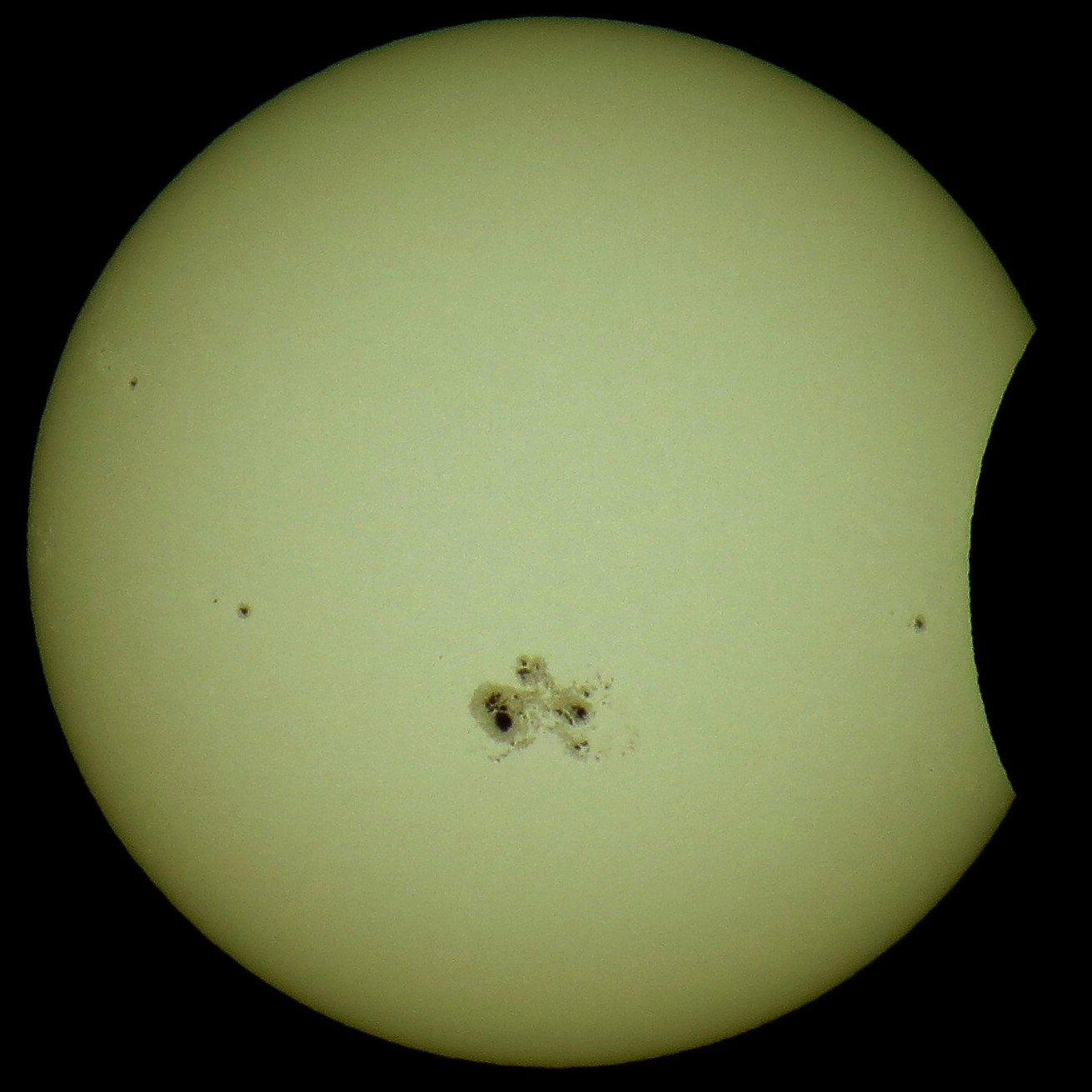
美国明尼阿波利斯，時間為21:34 UTC（圖中可以見到2192號太阳黑子[5]）
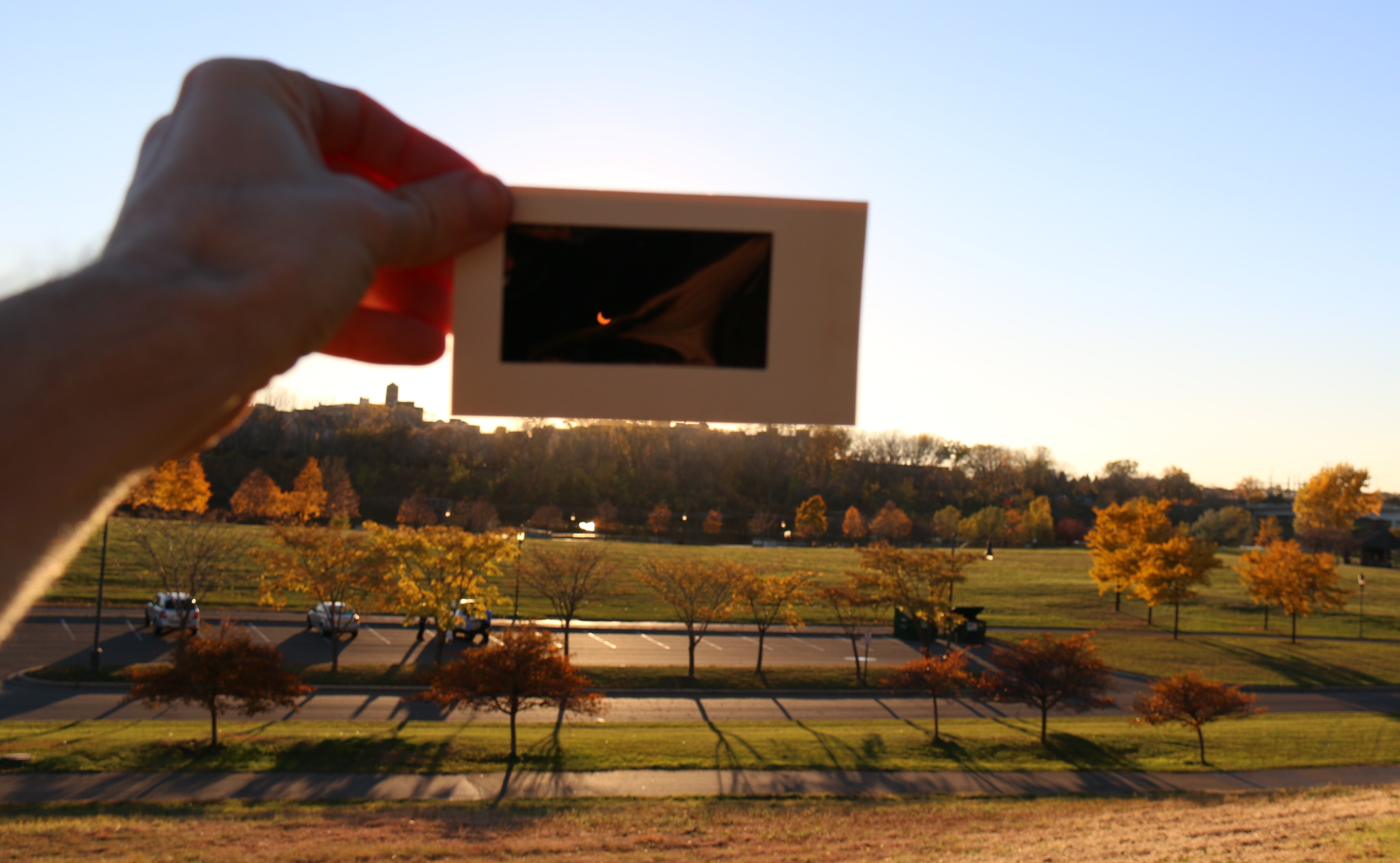
美国明尼阿波利斯，時間為22:35:23 UTC（透過黑膠片來看）
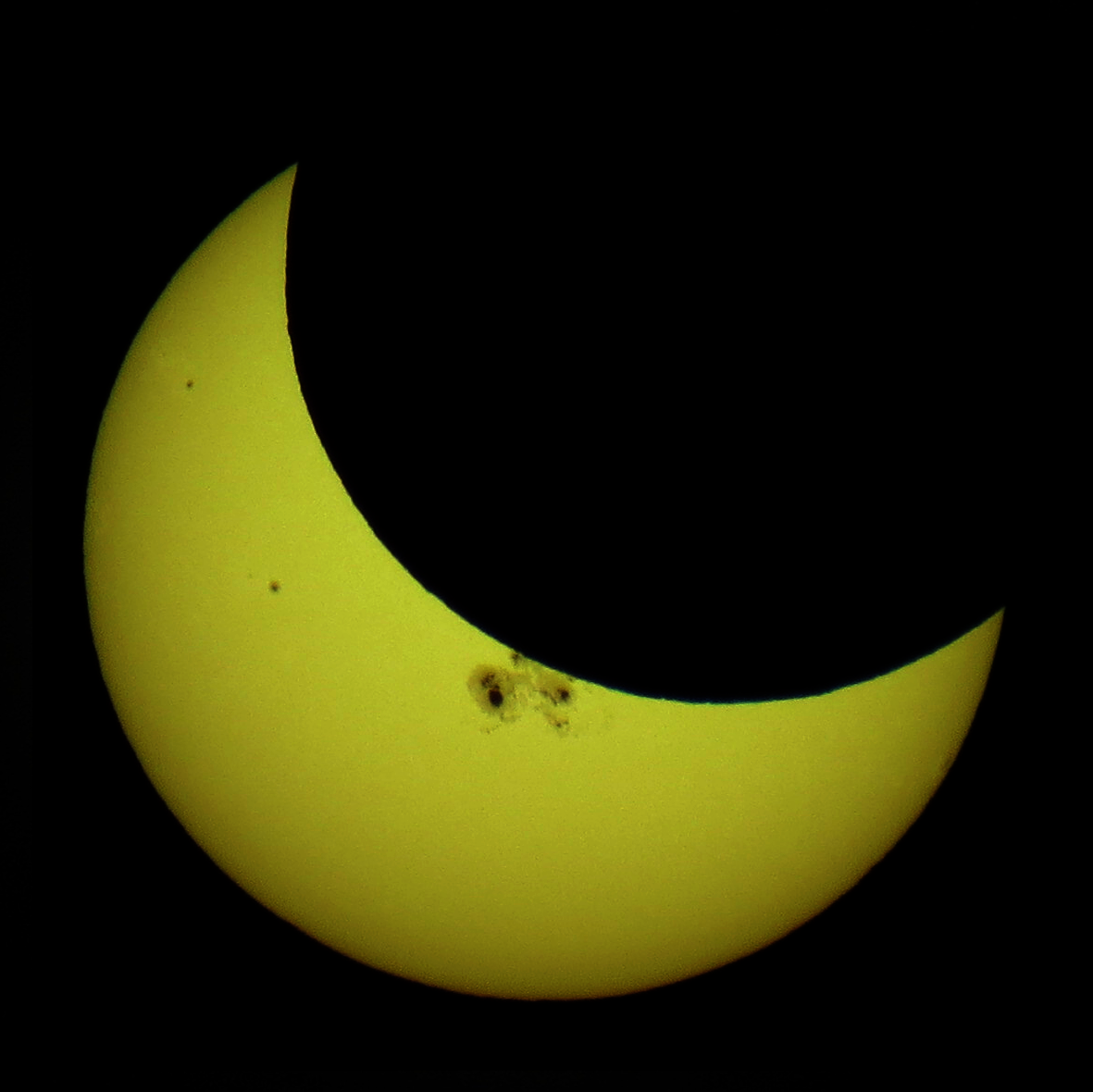
美国明尼阿波利斯，時間為22:36 UTC
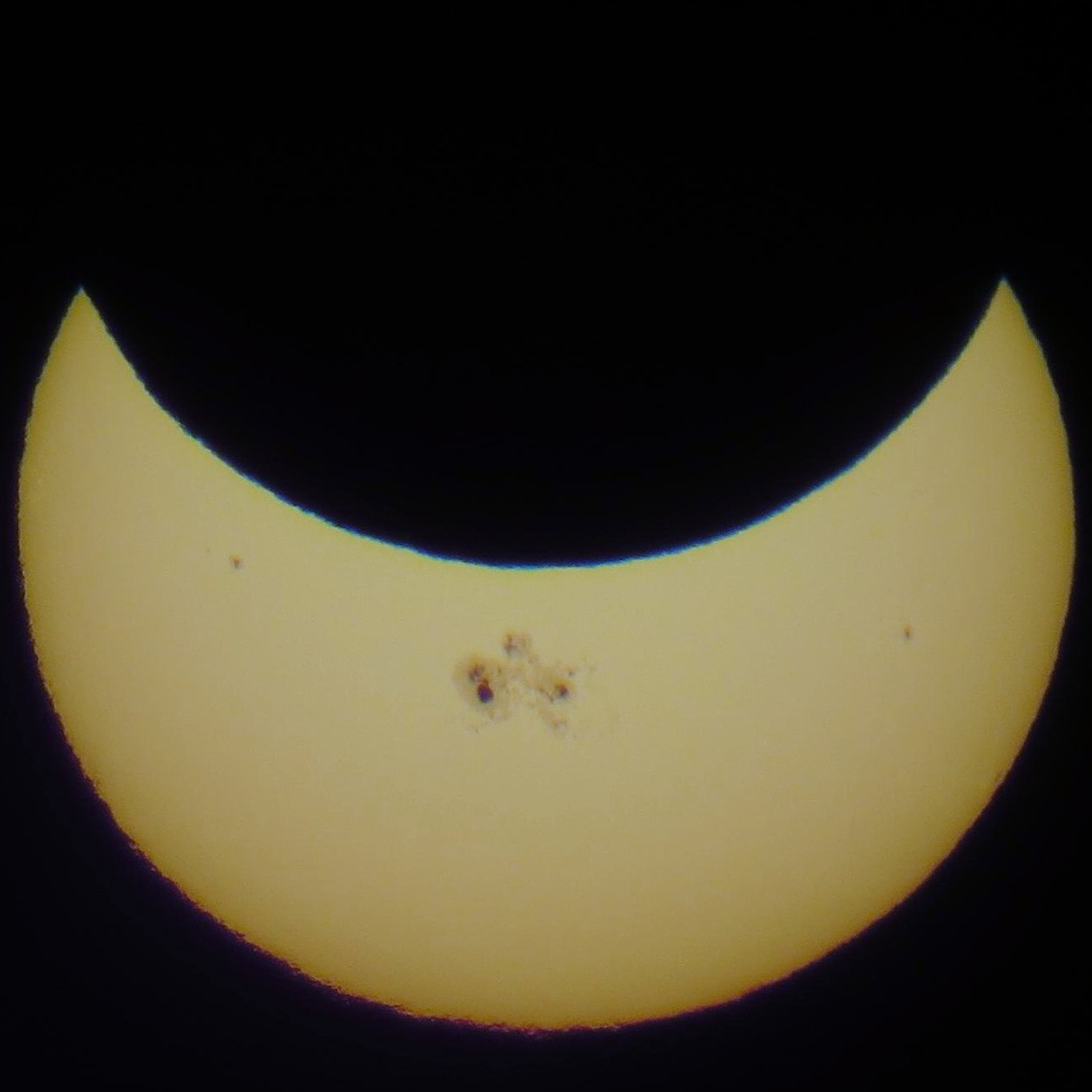
美国明尼阿波利斯，時間為22:54:12 UTC
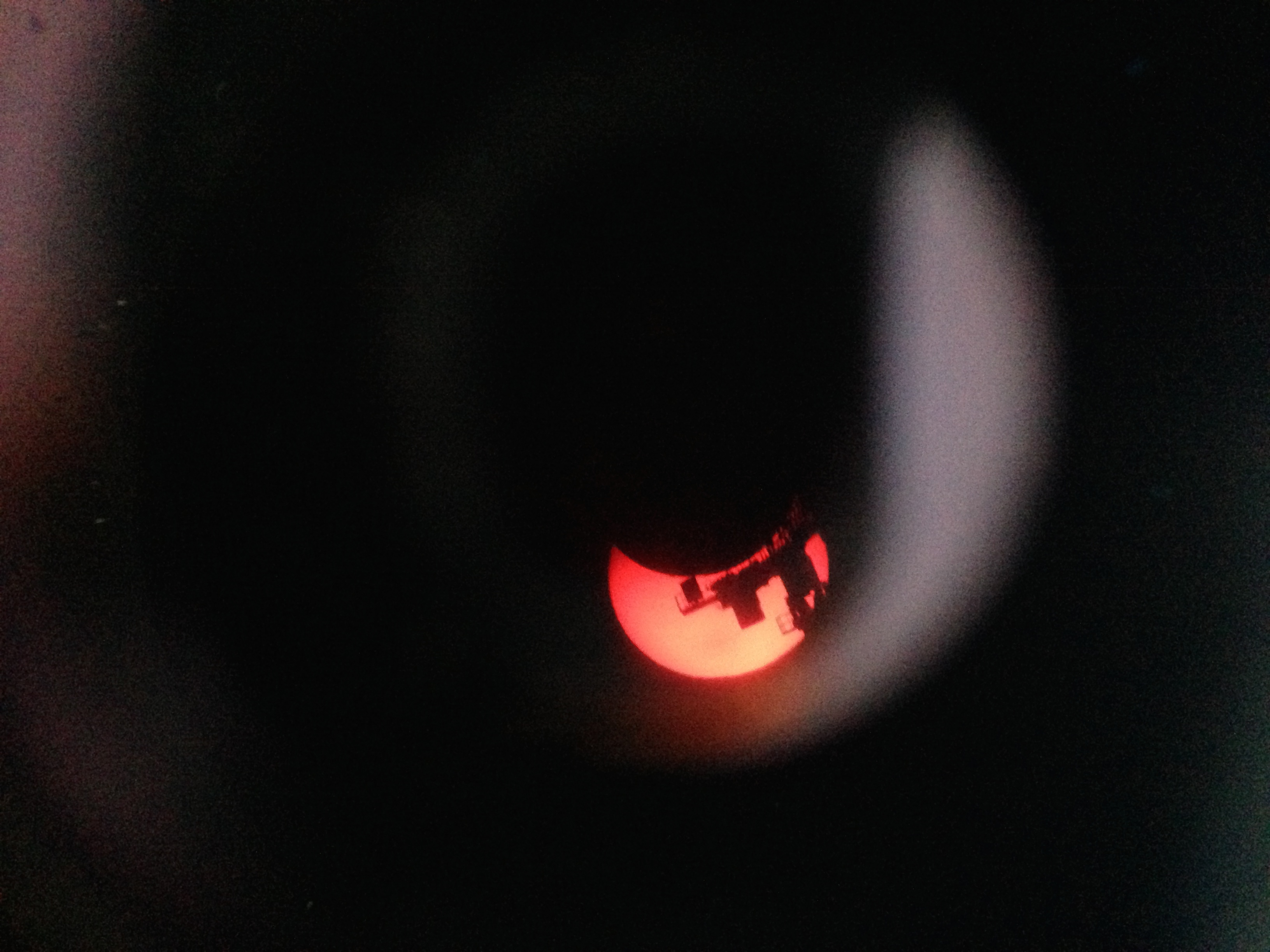
美國艾奥瓦州科拉爾維爾，時間為22:55:58 UTC
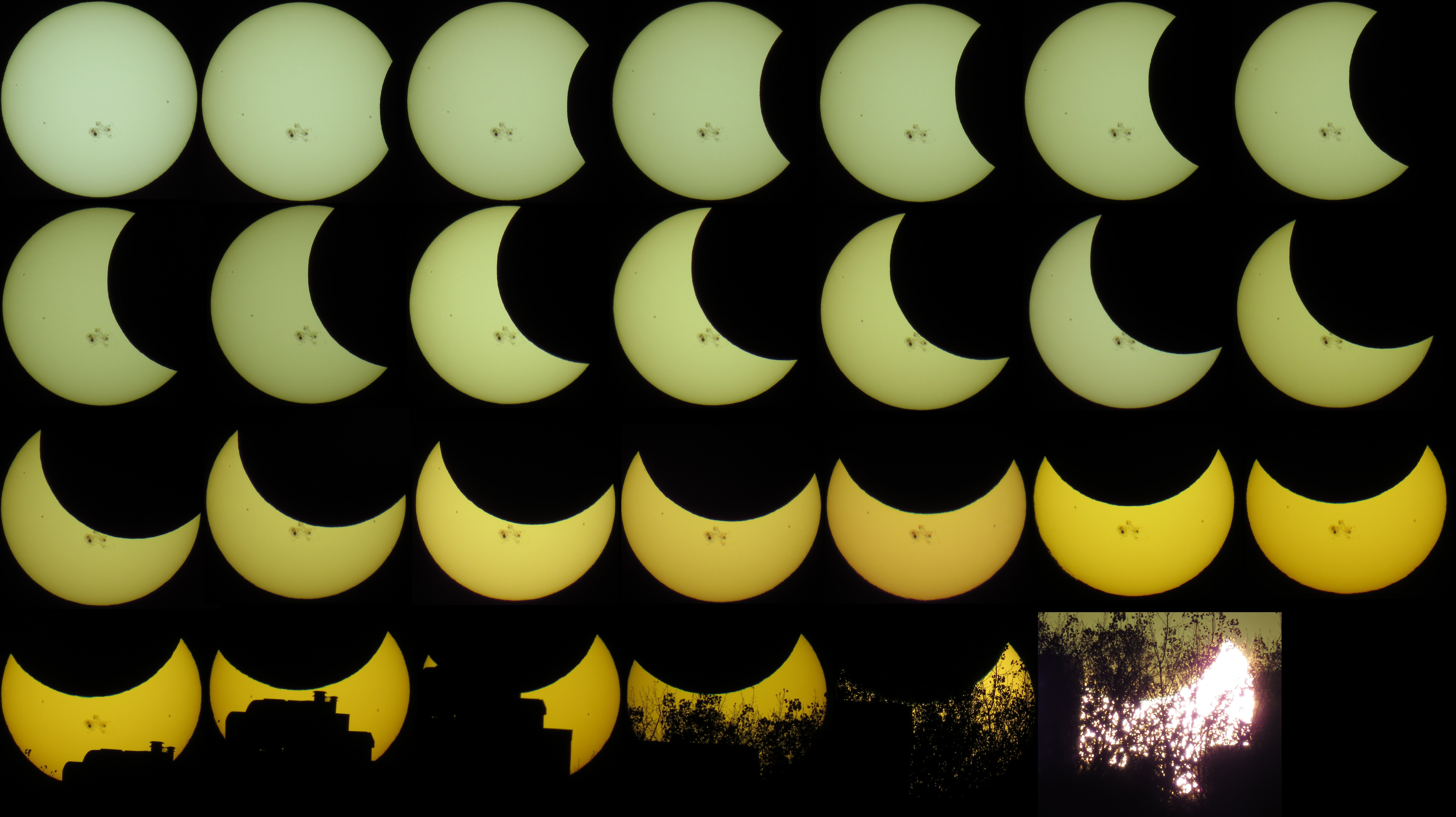
美國明尼阿波利斯的日偏食過程

## 相關的日食

### 2011-2014年的日食
月球交替位於相對的月球交點時，以半個交點年（食年），即約177天又4小時間隔出現下列日食。
註：2011年1月4日和2011年7月1日的日偏食屬於上一組交點年系列。
| 日食列表  |           |           |           |           |           |           |           |           |           |           |           |
| 1997-2000 | 2000-2003 | 2004-2007 | 2008-2011 | 2011-2014 | 2015-2018 | 2018-2021 | 2022-2025 | 2026-2029 | 2029-2032 | 2033-2036 | 2036-2039 |

| 降交點                     | 降交點                   |                              | 升交點                    | 升交點 |
| 沙羅周期                   | 地圖                     | 沙羅周期                     | 地圖                      |        |
| 118 挪威特罗姆瑟的日偏食   | 2011年6月1日 偏食（北）  | 123                          | 2011年11月25日 偏食（南） |        |
| 128 美国米德爾蓋特的日環食 | 2012年5月20日 環食       | 133 澳洲凱恩斯的日全食       | 2012年11月13日 全食       |        |
| 138 澳洲丘吉爾石的日環食   | 2013年5月10日 環食       | 143 加蓬利伯维尔的日偏食     | 2013年11月3日 全環食      |        |
| 148 澳洲阿德萊德的日偏食   | 2014年4月29日 環食（南） | 153 美国明尼阿波利斯的日偏食 | 2014年10月23日 偏食（北） |        |

### 沙羅周期
沙羅周期長度為18年11天。本次日食屬於沙羅周期153，共包含70次日食，依次為1870年7月28日至2086年12月6日的13次日偏食、2104年12月17日至2970年5月26日的49次日環食、2988年6月5日至3114年8月22日的8次日偏食，總共歷時1244.08年。本周期並無日全食。
下表列舉了1901年至2100年間發生的屬於該周期的日食，是第3至13次：
| 3              | 4             | 5              |
| -------------- | ------------- | -------------- |
| 1906年8月20日  | 1924年8月30日 | 1942年9月10日  |
| 6              | 7             | 8              |
| 1960年9月20日  | 1978年10月2日 | 1996年10月12日 |
| 9              | 10            | 11             |
| 2014年10月23日 | 2032年11月3日 | 2050年11月14日 |
| 12             | 13            |                |
| 2068年11月24日 | 2086年12月6日 |                |

### 默冬章
默冬序列是至少包含5個以19年（6939.69天）重覆出現的食的週期組合，而這些日食幾乎都出現在日曆上相同的日期。另一方面，它也包含了1/5長或3.8年（1387.94天）的子週期。
這個序列從1942年8月12日至2018年8月11日，共有21次日食事件。
| 8月10-12日    | 5月30日       | 3月18日       | 1月4-5日     | 10月23-24日    |
| 115           | 117           | 119           | 121          | 123            |
| ------------- | ------------- | ------------- | ------------ | -------------- |
| 1942年8月12日 | 1946年5月30日 | 1950年3月18日 | 1954年1月5日 | 1957年10月23日 |
| 125           | 127           | 129           | 131          | 133            |
| 1961年8月11日 | 1965年5月30日 | 1969年3月18日 | 1973年1月4日 | 1976年10月23日 |
| 135           | 137           | 139           | 141          | 143            |
| 1980年8月10日 | 1984年5月30日 | 1988年3月18日 | 1992年1月4日 | 1995年10月24日 |
| 145           | 147           | 149           | 151          | 153            |
| 1999年8月11日 | 2003年5月31日 | 2007年3月19日 | 2011年1月4日 | 2014年10月23日 |
| 155           |               |               |              |                |
| 2018年8月11日 |               |               |              |                |

## 資料來源
1. ↑  樊忠玉. . 中国天文科普网.   [2015-12-31]. （原始内容存档于2014-09-17）.
2. ↑  Fred Espenak.  (PDF). NASA Eclipse Web Site.   [2015-12-31]. （原始内容存档 (PDF)于2020-11-25）.（英文）
3. ↑  Fred Espenak. . NASA Eclipse Web Site.   [2016-01-04]. （原始内容存档于2020-10-22）.（英文）
4. ↑  Fred Espenak. . NASA Eclipse Web Site.   [2015-12-31]. （原始内容存档于2016-03-08）.（英文）
5. ↑  .   [2014-10-24]. （原始内容存档于2014-10-24）.
6. ↑  Fred Espenak. . NASA Eclipse Web Site.（英文）

## 外部連結
- NASA日食專頁（页面存档备份，存于）（英文）
- 可見區域圖和時間統計：由弗雷德·埃斯佩納克做出的日食預報，NASA/GSFC
  - 貝塞爾元素
- 太阳黑子與日食，2014年10月25日每日一天文圖，拍攝於美国加利福尼亚州聖塔克魯茲

| \| \| 日食 \|                             |                               |                                           |
| 上一次日食： 2014年4月29日日食 （日環食） | 2014年10月23日日食 （日偏食） | 下一次日食： 2015年3月20日日食 （日全食） |
| 上一次日偏食： 2011年11月25日日食         | 2014年10月23日日食 （日偏食） | 下一次日偏食： 2015年9月13日日食          |
|                                           | 日食                          |                                           |